# 小国町立蓬萊小学校

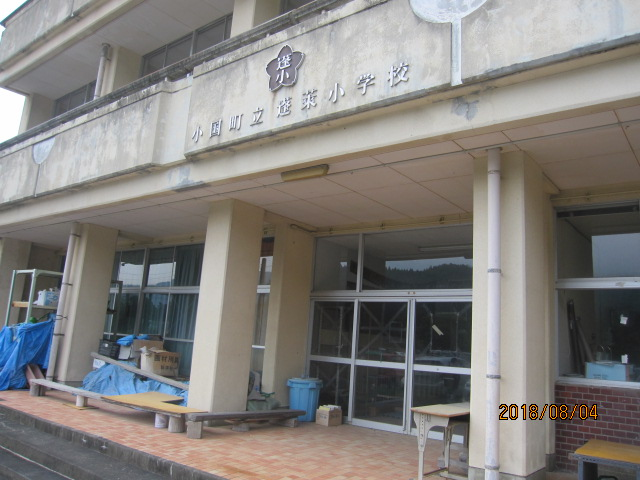
正面玄関

小国町立蓬萊小学校（おぐにちょうりつ ほうらいしょうがっこう）は、かつて熊本県阿蘇郡小国町黒渕にあった公立の小学校。小国町の西部に位置していた。
2009年（平成21年）3月末をもって閉校し、小国町立小国小学校に統合された。

## 概要
歴史
1874年（明治7年）創立。2009年（平成21年）に小国町内の小学校6校の統合により閉校し、135年の歴史に幕を下ろした。
校章
桜の花弁を背景にして、中央に校名の略称「蓬小」の文字（縦書き）を配している。
校歌
作詞は山口白陽、作曲は梅沢信一による。歌詞は2番まであり、1番の歌詞中に校名の「蓬莱校」が登場する。

## 沿革
- 1874年（明治7年）1月 - 「公立蓬莱小学校」が創立[1]。
- 1886年（明治19年）- 小学校令施行により、尋常科（4年制）を設置の上、「尋常蓬莱小学校」に改称。
- 1889年（明治22年）4月1日 - 町村制施行により、阿蘇郡6村（黒淵・宮原・上田・下城・西里・北里）が合併の上、「北小国村」が発足。
- 1892年（明治25年）- 「蓬莱尋常小学校」に改称。
- 1904年（明治37年）- 校舎を改築。
- 1908年（明治41年）4月 - 改正小学校令により、尋常科（義務教育年限年限）が4年制から6年制に改められる。尋常科5年を新設。
- 1909年（明治42年）4月 - 尋常科6年を新設。
- 1921年（大正10年）- 農業補習学校を併置。
- 1923年（大正12年）6月 - 尋常小学校3校（蓬莱・志屋・杉室）が統合の上、高等科が併置され、「蓬萊尋常高等小学校」となる。志屋と杉室にそれぞれ分教場を設置。
- 1927年（昭和2年） 4月 - 志屋分教場・杉室分教場が分離の上、それぞれ「志屋尋常小学校」・「杉室尋常小学校」として独立。
- 1935年（昭和10年）4月1日 - 北小国村が町制施行により、「小国町」となる。
- 1941年（昭和16年）4月1日 - 国民学校令施行により、「小国町蓬萊国民学校」と改称。尋常科を初等科に改める。
- 1947年（昭和22年）- 学制改革が行われる（六・三制の実施）
  - 4月1日 - 国民学校初等科が、新制小学校「小国町立蓬萊小学校」（最終名）に改組・改称。
  - 4月 - 国民学校高等科は青年学校普通科とともに、新制中学校「小国町立蓬莱中学校」に改組・改称。小学校に併設される。
- 1953年（昭和28年）3月31日 - 併設の蓬莱中学校が、小国町立小国中学校への統合により閉校。
- 1969年（昭和44年）4月1日 - 小国町立志屋小学校[2]を統合。
- 1974年（昭和49年）4月1日 - 小国町立杉室小学校[3]を統合。
- 1975年（昭和50年）
  - 11月 - 新校舎と体育館が完成。
  - 12月14日 - 創立100周年記念式典を挙行。
- 1999年（平成11年） - 木製（杉）の学校用家具（机・いす）を導入[4]。社団法人文教施設協会「平成16年度学校用家具に関する調査研究」では、当校が調査協力校の一つとなっている[4]。
- 2007年（平成19年）3月9日 - 小国町と国土交通省の共催による町内初の室原地区植樹祭が、当校の児童によって実施された[5]。
- 2009年（平成21年）
  - 2月28日 - 閉校式を挙行。
  - 3月31日 - 小国町立小学校6校（宮原・蓬莱・万成・下城・北里・西里）の統合により閉校[1]。

## 教育活動
総合学習
最末期には総合学習の一環として郷土史の事物を演劇として上演しており、2006年（平成18年）には松原ダム・下筌ダム建設に反対して町で反対運動が繰り広げられた「下筌闘争」を、2007年（平成19年）には小国町にある国天然記念物の大杉「阿弥陀杉」を、2008年には小国出身の実業家である大塚磨を取り上げたが、これが最後の年となり、閉校となった。

## 交通アクセス
最寄りの幹線道路
- 福岡県道・大分県道・熊本県道115号八女小国線（国道387号）

## 周辺
- 黒渕簡易郵便局
- 坂本善三美術館
- 宝来吉見神社
- 蓬莱川

## その他
坂本善三美術館が開館した1995年（平成7年）より、当校にて「ほっぽ宝来祭り」が毎年10月下旬に開催されている。
2021年（令和3年）まで当校跡は熊本県指定の避難施設となっていた。鍋ヶ滝が近くにあるため、土日祝日は当校跡のグラウンドが臨時駐車場として利用されている。また、鍋ヶ滝への臨時シャトルバスが不定期に運行されている。